# Афро-ситком
Афро-ситком (англ. Black sitcom) — разновидность комедийных сериалов на американском телевидении, в центре сюжета которых полностью или в основном находятся афроамериканцы. Ситкомы с афро-американскими персонажами на ведущих позициях появились в 1970-х годах, однако пик их популярности пришёлся на вторую половину 1980-х, с успехом «Шоу Косби».
Во времена ранней эры телевидения, в ситкомах снимались только белые люди, а темнокожие, также как латиноамериканцы и азиаты, изображались лишь в стереотипных эпизодических ролях. Национальная ассоциация содействия прогрессу цветного населения часто критиковала большую тройку телесетей за отсутствие разнообразия и в 1970-х годах появился ряд весьма длительных афро-ситкомов. Ими стали «Сэнфорд и сын» (NBC, 1972-77), «Это моя мама» (ABC, 1974-75), «Хорошие времена» (CBS, 1974-79), «Что происходит?» (ABC, 1976-79) и вошедший в историю по длительности «Джефферсоны» (CBS, 1975-85). Эти ситкомы впоследствии подвергались критике за содействие расовой сегрегации и укреплению мнений, что культуры черных и белых настолько различны и их интеграция является нежелательной и невозможной. В 1980-х произошёл прорыв афро-ситкомов с успехом «Шоу Косби» (NBC, 1984-92) и его спин-оффа «Другой мир» (1987-93), которые демонстрировали темнокожих персонажей в не стереотипных ситуациях, однако все равно отмечались из-за сегрегации от белых ситкомов.
В 1990-х годах на большой тройке сетей наметился спад афро-ситкомов, отчасти после успеха таких шоу как «Сайнфелд» и «Друзья». Малые телесети как Fox, The WB и UPN тем временем старались закрепиться в бизнесе и выпускали афро-ситкомы, такие как «Мартин» (1992-97) и «Одноместный номер» (1993—98), которые имели коммерческий успех благодаря темнокожим зрителям, хотя и не имели белой аудитории. Лишь «Дела семейные» и «Принц из Беверли-Хиллз» имели относительный успех у белой аудитории, но после их завершения к концу десятилетия количество афро-ситкомов резко сократилось с 15 до 6, что привело правозащитные организации к обвинению крупных сетей за отсутствие расового разнообразия. В 2006 году, когда The WB и UPN были закрыты в пользу нового The CW, оставшиеся шоу были закрыты, хотя несколько ситкомов, включая «Подруги» (2000-08), все же доживали свои дни на новом канале, который к 2009 году полностью отказался от расового разнообразия.
Когда в 2000-х афро-ситкомы покинули национальное телевидение, кабельные каналы, такие как BET, TBS, Disney Channel, TV One и TV Land начали выпускать собственные оригинальные шоу. Лишь осенью 2014 года, впервые за много лет, на национальное телевидение вернулся афро-ситком в лице шоу «Черноватый» на ABC, который стартовал с положительными отзывами от критиков.